# 그래도, 살아간다
《그래도, 살아간다》(それでも、生きてゆく 소레데모이키테유쿠[*])는 후지 TV에서 2011년 7월 7일부터 같은 해 9월 18일까지 방송 된 텔레비전 드라마이다.

## 줄거리
1996년 여름, 후카미 히로키의 동생 아키가 히로키의 친구인 소년 A(미사키 후미야)에게 살해 당한다. 이 사건으로 후카미의 가정은 붕괴되었고, 히로키는 아버지와 낚시터를 운영하며 살고 있다.
한편, 소년 A의 가족은 이웃들의 수근거림과 괴롭힘으로 이사를 되풀이 하며 살고 있다. 아버지는 자식들을 위해 어머니와 이혼하고, 자식들의 성(姓)을 어머니의 성으로 바꿔준다.
그리고 2011년 여름, 히로키 앞에 한 여성이 나타난다. 바로 소년 A의 동생 후타바. 그러나 후타바를 알리 없는 히로키는 후타바를 자살 하려는 사람으로 착각하고 자살을 막기 위해 살해 된 동생의 이야기를 꺼낸다.

## 등장 인물

### 주요 인물
- 후카미 히로키 (29) - 에이타 (아역 : 키사이치 유타)

소년 A에게 살해 당한 소녀의 오빠. 아버지와 낚시터를 운영하고 있다.
어머니에게서 동생을 봐달라는 부탁을 받았지만 약속을 지키지 않고 친구와 놀러 나갔을 때 동생이 살해되어 아직도 자책하고 있다. 동생의 죽은지 15년이 지나 이제는 동생 얼굴을 흐릿하게 기억할 뿐이지만, 아버지에 의해 동생에 대한 사랑과 소년 A에의 분노가 섞여 복수를 결심한다.
- 도야마(미사키) 후타바 (25) - 미츠시마 히카리 (아역 : 야마모토 마이카)

소녀를 살해한 소년 A의 동생. 사건 후 어머니의 성 '도야마'로 이름을 바꿨다.
자주 이사를 다니지만 그 때마다 동네에 소문이 나고 괴롭힘이 계속 되기 때문에, 피해자 가족이 소문을 내는 것이 아닐까라는 의심을 품고 히로키를 찾아간다.
- 아마미야 켄지 (미사키 후미야) (29) - 카자마 슌스케 (아역 : 사사키 료스케)

히로키의 동생을 살해한 소년 A.
소년원을 나온 뒤 이름을 바꾸고 보호 감호관이 있는 과수원 농가에 더부살이하며 사회로 복귀했다. 지금도 어린이에게 어떠한 이상성(異常性)을 느낀다.

### 피해자 가족
- 후카미 타츠히코 (55) - 에모토 아키라

히로키, 코헤이, 살해 당한 소녀의 아버지. 지금은 히로키와 둘이 살고 있다.
아내 쿄코에게 그만 아키를 잊자고 말하자 별거하게 되었다. 그러나 정작 자신은 아키를 잊지 못하고, 아키가 위험한 상황에 처했던 날 이상한 것을 느끼고도 아무것도 하지 않은 것을 후회하고 있다.
1년 전 암선고를 받던 날 소년 A의 감호관에게 그가 그린 그림을 건네 받고는, 반성하지 않은 모습에 분개하고 복수를 다짐한다. 후에 히로키에게 알리지만 병이 악화되어 사망한다.
- 히가키(후카미) 코헤이 (26) - 다나카 케이 (아역 : 니시노 하야토)

히로키의 동생이자 살해 당한 소녀의 오빠. 결혼 후 처가에 데릴사위로 들어갔다.
- 히가키 유카 (25) - 무라카와 에리

코헤이의 아내.
- 히가키 세이지 (57) - 단타 야스노리

코헤이의 장인이자 유카의 아버지.
- 노모토(후카미) 쿄코 (55) - 오타케 시노부

히로키, 코헤이, 살해 당한 소녀의 어머니. 아키를 잊자는 남편의 말에 별거를 선언한 뒤, 코헤이의 처갓집에서 살고 있다.
- 후카미 아키 (향년 7) - 신타 마키

소년 A에게 망치로 살해 당한 소녀.

### 가해자 가족
- 미사키 슌스케 (54) - 도키토 사부로

소녀를 죽인 소년 A와 후타바, 아카리의 아버지.
정밀기기 회사 과장이었지만 사건 후 부득이하게 퇴직하고, 여러 직장을 전전하게 된다.
- 도야마(미사키) 타카미 (55) - 후부키 준

소녀를 죽인 소년 A와 후타바, 아카리의 어머니.
아이들을 위해 이혼하고 결혼 전 성으로 바꾼다.
- 도야마(미사키) 아카리 (15) - 후쿠다 마유코

후타바의 동생.
사건 직후 태어났기 때문에 사건에 대해서는 모른다.
- 미사키 야스코 - 모리 코코

간병이 필요한 슌스케의 어머니.
도망 생활 때문에 충분히 보살필 수 없다고 판단, 노인간병 시설에 입주한다.
- 도야마 사토시 - 야마다 메이쿄

타카미의 오빠. 장난·협박 전화 등 괴롭힘을 피해 안방 별채를 빌려 몸을 숨긴다.

### 과수원 쿠사마 팜
- 쿠사마 마키 (31) - 사토 에리코

켄지가 일하는 과수원 주인의 딸.
이혼 후 가업의 일손을 돕고 있으며, 켄지를 좋아한다.
- 우스이 사호 (24) - 안도 사쿠라

과수원으로 온 켄지의 과거를 아는 여성.
- 쿠사마 고로 (62) - 오노 다케히코

소년 A인 미사키 후미야(아마미야 켄지)를 들이는 과수원 주인.
- 쿠사마 유리

마키의 딸. 소년 A와 함께 연을 날리는 등 즐겁게 논다.

### 외
- 후지무라 사츠키 (25) - 쿠라시나 카나

히로키와 같은 피해자 가족.
- 아즈마 유키에 - 사카이 와카나

도쿄의료소년원에서 후미야를 담당했던 간호사. 현재는 도시락 가게에서 일하고 있으며, 히로키의 얼굴을 보자마자 도망친다. 후미야와 교제 중일 때 임신을 했으나 후미야로 인해 유산한다.
- 다카다 신이치로 - 덴덴

소년 A의 감호관. 소년 A에게 과수원을 소개한다. 병으로 사망.

### 게스트
- 니시구치 - 하야시야 켄야

히로키의 어린 시절 친구. 아키가 살해 당한 날 히로키와 야한 비디오를 빌려 후미야네 집에서 보려했다.
- 시즈오카 현청 형사 - 하리하라 시게루

- 낚시터 손님 - 다노 요시키, 아오키 잇페이

- 웨이트리스 - 세키네 준코

- 시즈오카 현청 형사 - 하리하라 시게루, 이마타니 후토시

- 지방지역경찰관 - 다나카 토시야

행방불명 된 '노다 린카'를 찾는 전단지를 붙이고 싶다는 의뢰를 한다.
- 노다 린카 (8) - 이지마 아카리

행방불명 된 소녀.
- 보도 리포터 - 키무라 에리

노다 린카 행방불명에 대한 보도를 하는 아나운서.
- 후타바의 친구 - 가와시마 사나

초등학교 때 친구.

## 스태프
- 각본 : 사카모토 유지
- 음악 : 츠지이 노부유키
- 프로듀서 : 이시이 코지
- 연출 : 나가야마 코조, 미야모토 리에코, 나미키 미치코
- 기술 프로듀서 : 오구라 마코토
- 촬영 : 코마츠 타다노부
- 조명 : 도미자와 엔레이
- 음성 : 토다 유키
- 영상 : 츠치야 사토시
- 녹화 : 쿠보지마 하루키
- 편집 : 아라이 타카오
- 라인 편집 : 이토 히로유키
- MA : 카메야마 타카유키
- 선곡 : 후지무라 요시타카
- 음향효과 : 카와사키 메구미
- 편집 데스크 : 하세가와 미와
- 미술 프로듀서 : 미야자키 카오루
- 미술 디자인 : 아라카와 아츠히코
- 미술 진행 : 야마시타 마사키
- 대도구 : 大地研之
- 조작 : 와다 유키마사
- 건구 : 미타무라 마사루
- 장식 : 후쿠다 켄타로
- 특도구 : 사사키 치호
- 의상 : 마나베 카즈코
- 스타일리스트 : 나가세 테츠로
- 의상 디자인 : 이토 사치코
- 메이크업 : 도야마 하야토
- 시각효과 : 에자키 코코
- 전기장식 : 나카조노 세이시로
- 아크릴 장식 : 고쿠보 준이치
- 소도구 인쇄 : 이시바시 호마라이
- 식목장식 : 하라 토시야스
- 생화장식 : 마키시마 미호
- 푸드 스타일리스트 : 스미카와 케이코
- CG 디자인 : 스즈키 텟페이
- 편성 : 사사키 와타루
- 홍보 : 카타야마 마사야스
- 홍보 선전 : 요시다 카즈에
- 홈페이지 : 마루타니 토시카즈
- 스틸 : 신카이 마사야
- 스턴트 : 사사키 슈헤이
- 리서치 : 키타 아오이
- 취재협력 : 후지이 세이지
- 법률협력 : 이다 토요히로
- 그림협력 : 미스기 렌지
- 경찰협력 : 쿠라시나 야스시
- 의료협력 : 온다 히데카타
- 간병지도 : 하리타 스스무
- 라인 프로듀서 : 시바타 케이코
- 스케줄 : 하츠야마 야스히로
- 조감독 : 야마모토 카즈오
- 조연출 : 다카노 마이
- 보조 프로듀서 : 마마 케이코
- 제작담당 : 타케이 마사아키
- 제작주임 : 시로이 마리, 야마다 노조미
- 제작저작 : 후지 TV

## 주제가
- 오다 가즈마사 東京の空 도쿄의 하늘[*]
  - 2011년 4월 20일에 발매된 음반 どーも에 수록되어 있다.

## 부제
| 각 화                                                    | 방송일          | 부제 (풀이)            | 부제 (원제)       | 연출            | 시청률 |
| -------------------------------------------------------- | --------------- | ---------------------- | ----------------- | --------------- | ------ |
| 제1화                                                    | 2011년 7월 7일  | 금단의 만남...         | 禁断の出逢い…     | 나가야마 코조   | 10.6%  |
| 제2화                                                    | 2011년 7월 14일 | 기억이, 사라져 간다... | 想い、絶たれて…   | 나가야마 코조   | 9.2%   |
| 제3화                                                    | 2011년 7월 21일 | 엄마니까...            | お母さんだから…   | 미야모토 리에코 | 7.4%   |
| 제4화                                                    | 2011년 7월 28일 | 밝혀진 진실...         | 明かされた真実…   | 나미키 미치코   | 9.7%   |
| 제5화                                                    | 2011년 8월 4일  | 있을 곳을 구하며...    | 居場所を求めて…   | 나가야마 코조   | 9.5%   |
| 제6화                                                    | 2011년 8월 11일 | 초대받지 않은 손님     | 招かれざる客      | 미야모토 리에코 | 8.1%   |
| 제7화                                                    | 2011년 8월 18일 | 마음 속 어둠에 대하여  | 心の闇について…   | 나미키 미치코   | 9.0%   |
| 제8화                                                    | 2011년 8월 25일 | 서로의 각오            | それぞれの覚悟…   | 미야모토 리에코 | 8.8%   |
| 제9화                                                    | 2011년 9월 1일  | 마음은 어디에 있어?    | 心はどこにある?   | 나가야마 코조   | 10.1%  |
| 제10화                                                   | 2011년 9월 8일  | 대결 끝에서            | 対決の果てに…     | 미야모토 리에코 | 8.9%   |
| 최종화                                                   | 2011년 9월 15일 | 빛을 향해...           | 光の方に向かって… | 나가야마 코조   | 10.1%  |
| 평균 시청률 9.3% (시청률은 간토 지방 비디오 리서치 조사) |                 |                        |                   |                 |        |

## 같이 보기
- 일본의 드라마
- 후지 TV 목요극장